# Shopping Parque Dom Pedro

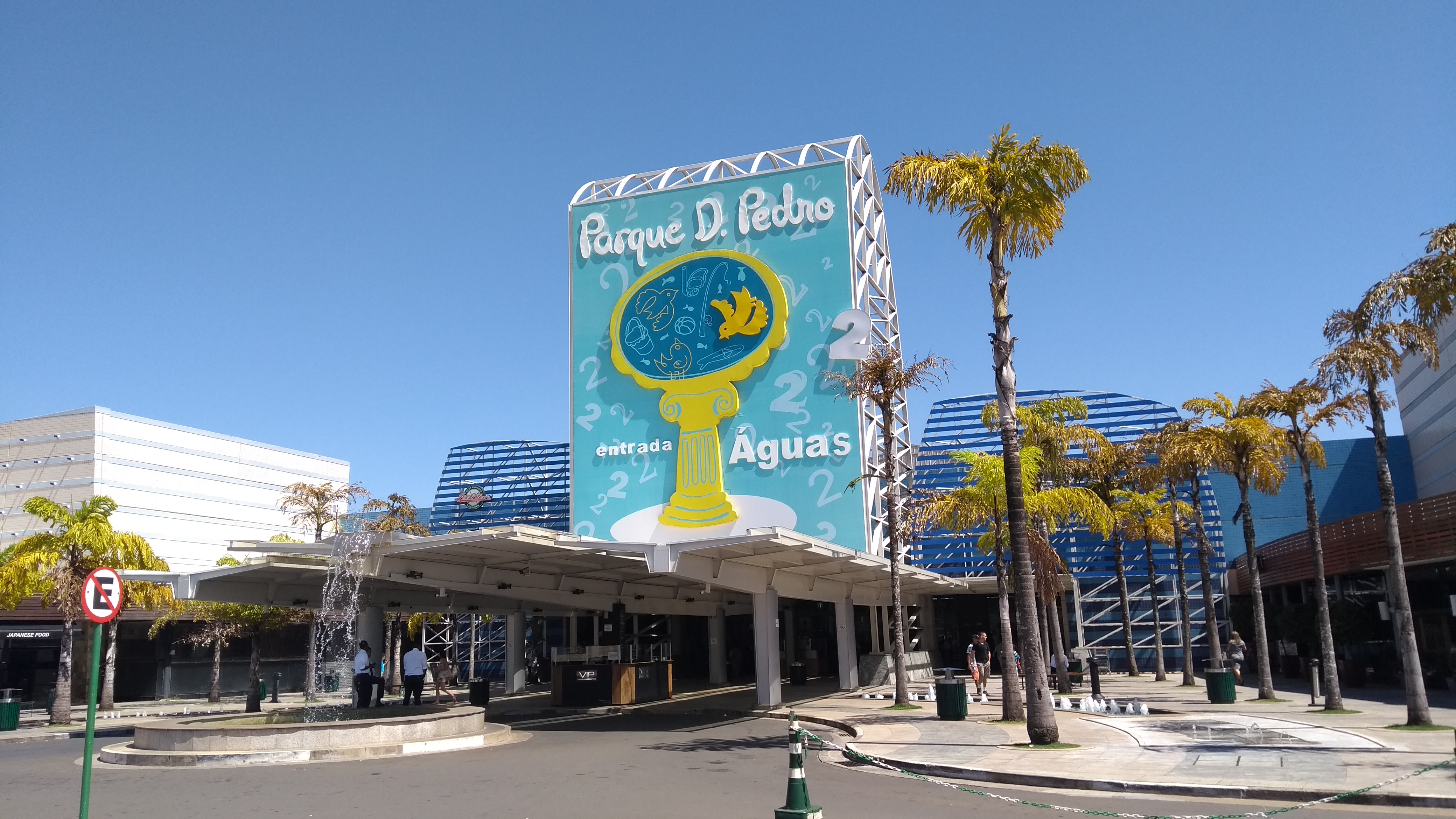
Ingången till köpcentrumet.

Shopping Parque Dom Pedro ligger i Campinas i Brasilien och är med sina 425 butiker ett av Brasiliens största köpcentrum.